# 新北市五股區五股國民小學
新北市五股區五股國民小學，簡稱五股國小，位於新北市五股區成泰路二段49號，學校正門左側左側巷子即為五股國中的入口。台灣日治時期就成立至今是五股區最早成立的小學。

## 校史
| 民國10年(大正10年) | 3月25日  | 創設五股公學校。                                  |
| 民國10年(大正10年) | 4月24日  | 舉行開學典禮，名稱：台北州五股公學校。            |
| 民國11年(大正11年) | 3月22日  | 舉行第1屆修業典禮。                               |
| 民國11年(大正11年) | 4月4日   | 於今成州地區增設成子寮分教場。                    |
| 民國12年(大正12年) | 3月28日  | 於今更寮地區增設更寮分教場。                      |
| 民國15年(大正15年) | 3月24日  | 1. 舉行第一屆畢業典禮。 2. 首任校長井口靜夫先生。 |
| 民國15年(昭和元年) | 3月31日  | 野口豐就先生接任校長。                            |
| 民國19年(昭和5年)  | 3月28日  | 東條純治先生接任校長。                            |
| 民國21年(昭和7年)  | 3月31日  | 鹽田輝雄先生接任校長。                            |
| 民國25年(昭和11年) | 4月30日  | 田中保先生接任校長。                              |
| 民國30年(昭和16年) | 4月1日   | 五股公學校更名為 台北州五股國民學校。             |
| 民國30年(昭和16年) | 4月1日   | 成子寮分教場獨立為台北州成子寮國民學校。          |
| 民國31年(昭和17年) | 5月26日  | 河野証融先生接任校長。                            |
| 民國34年(昭和20年) | 8月15日  | 臺灣光復，李讓澤先生接任代理校長。                |
| 民國34年           | 11月1日  | 李讓澤先生接任校長。                              |
| 民國35年           | 6月22日  | 更寮分校獨立,名稱臺北縣五股鄉更寮國民學校。       |
| 民國36年           | 2月3日   | 改稱臺北縣五股鄉五股國民學校。                    |
| 民國54年           | 10月1日  | 周樹香先生接任校長。                              |
| 民國57年           | 7月1日   | 改稱臺北縣五股鄉五股國民小學。                    |
| 民國59年           | 5月20日  | 張蜀渝先生接任校長。                              |
| 民國64年           | 2月7日   | 李 桁先生接任校長。                               |
| 民國65年           | 7月21日  | 連泮宮先生接任校長。                              |
| 民國73年           | 8月7日   | 連秀慧女士接任校長。                              |
| 民國78年           | 8月15日  | 王俊仁先生接任校長。                              |
| 民國79年           | 8月1日   | 成立附設補習學校。                                |
| 民國80年           | 8月1日   | 德音國小由本校分離獨立。                          |
| 民國82年           | 8月1日   | 1. 陳茂良先生接任校長。 2. 成立附設幼稚園。       |
| 民國88年           | 2月1日   | 陳喬木先生接任代理校長。                          |
| 民國88年           | 8月1日   | 江朝利先生接任校長。                              |
| 民國94年           | 8月1日   | 符徵富先生接任校長。                              |
| 民國99年           | 12月25日 | 因五都改制，改稱新北市五股區五股國民小學。        |
| 民國100年          | 3月21日  | 李勇緻主任接任代理校長。                          |
| 民國100年          | 8月1日   | 何俊賢先生接任校長。                              |
| 民國106年          | 8月1日   | 曾進發先生接任校長。                              |

參考資料：

## 校園環境
- PU跑道
- 圖書館
- 電腦教室
- 籃球場
- 司令台